# 欧当归
欧当归（学名：[Levisticum officinale] 错误：{{Lang}}：文本有斜体标记（帮助））是伞形科欧当归属的植物，分布于欧洲、亚洲，中国大陆已人工引种栽培。

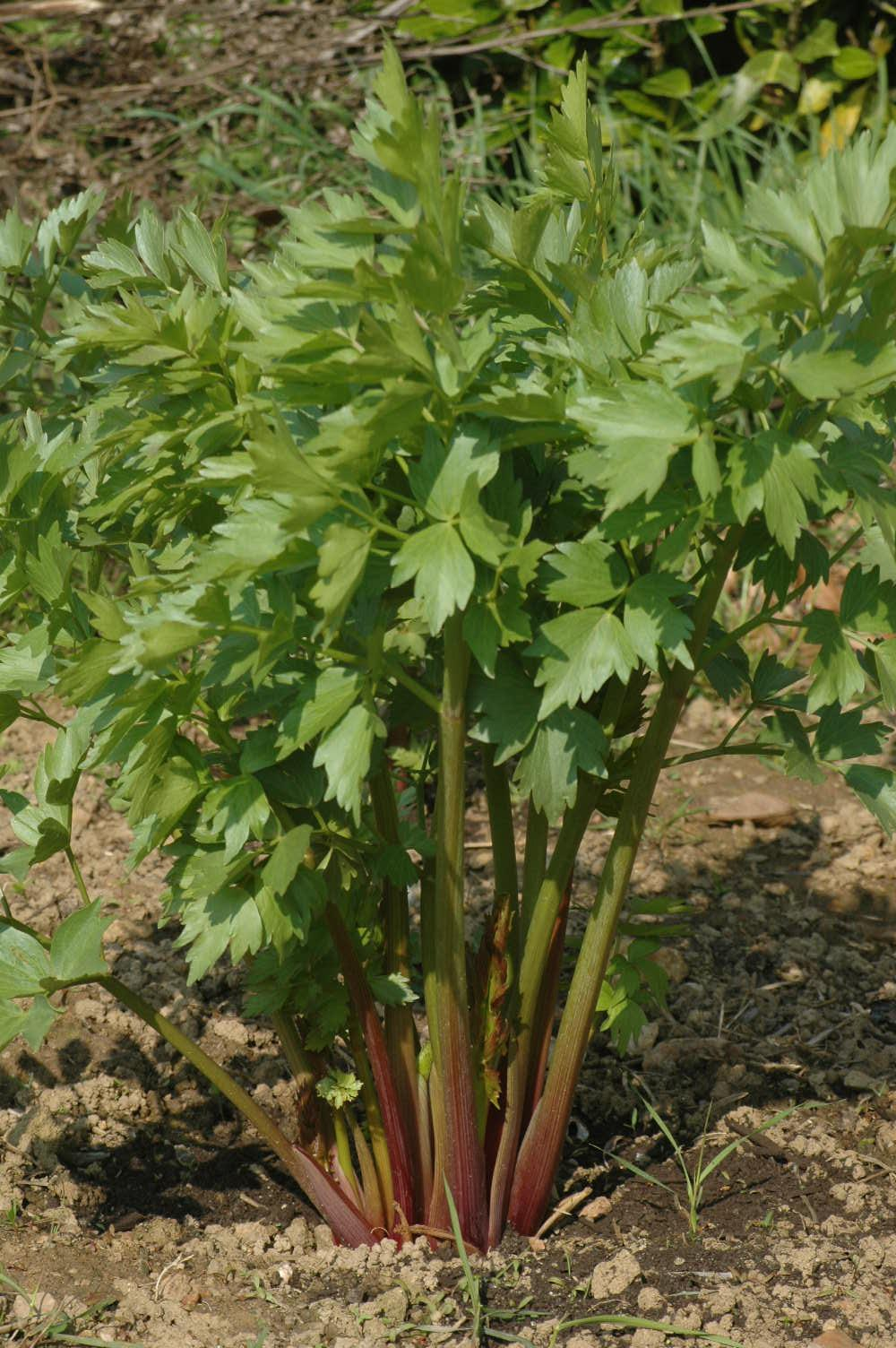
植株
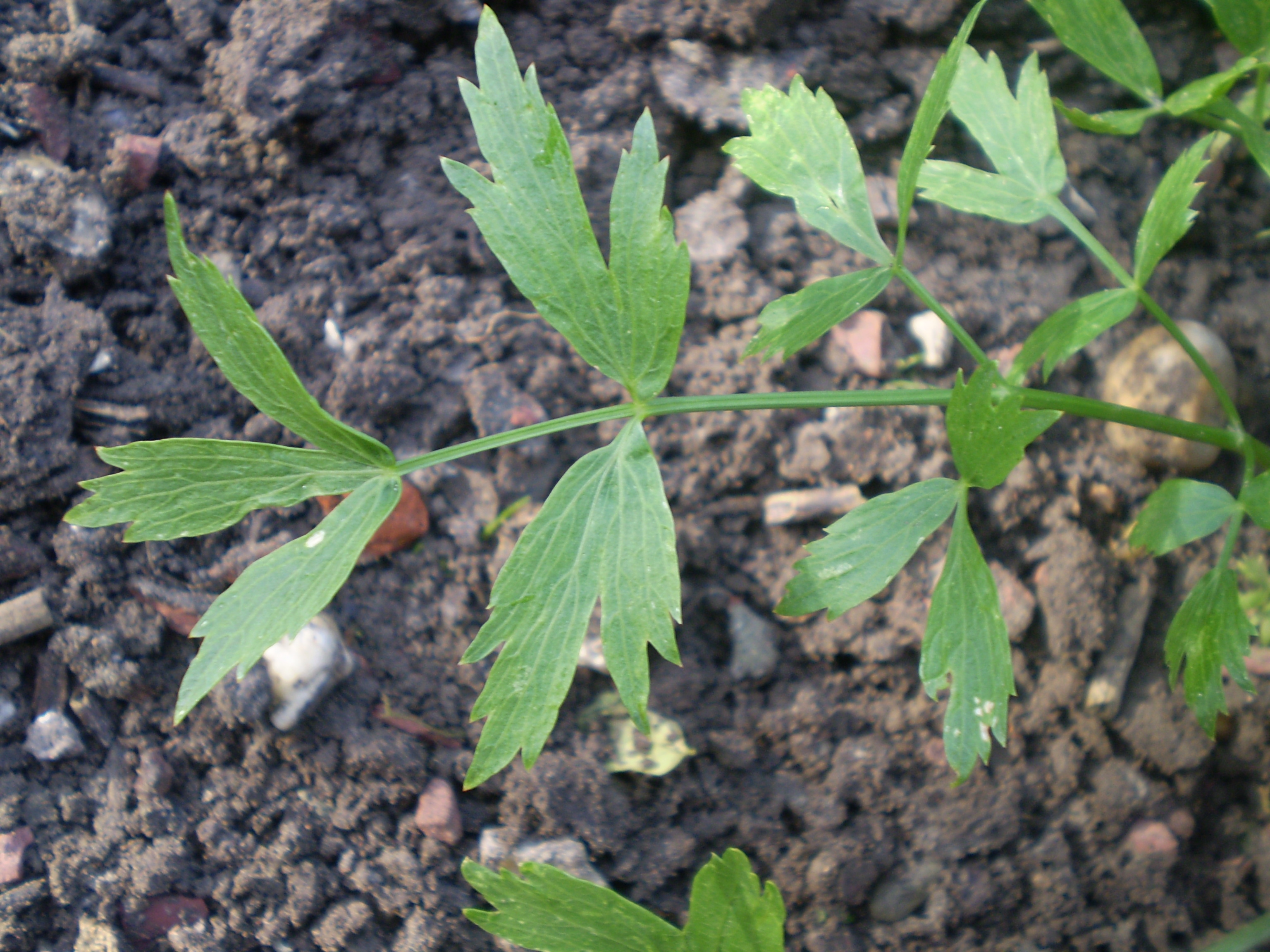
葉
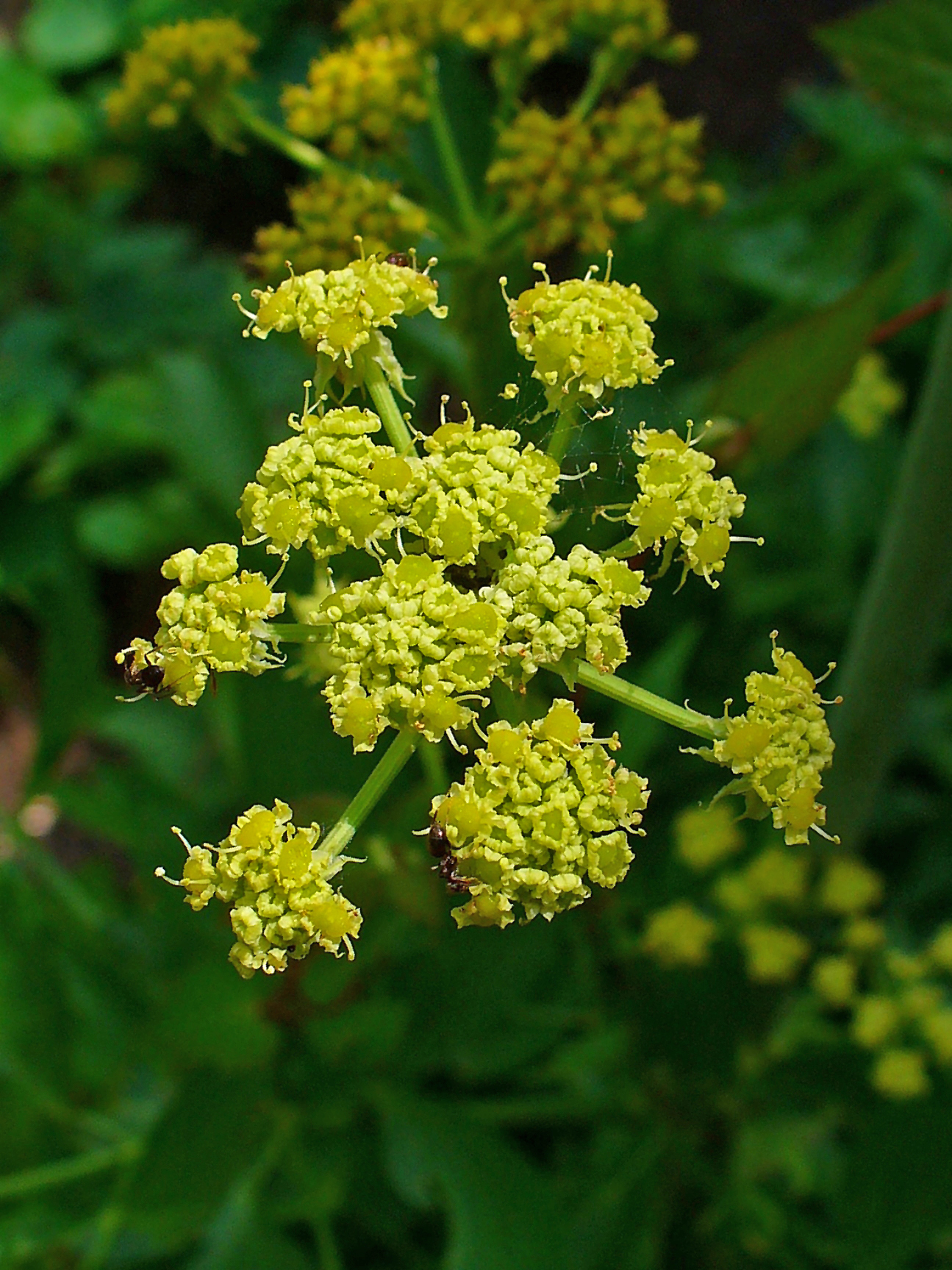
花
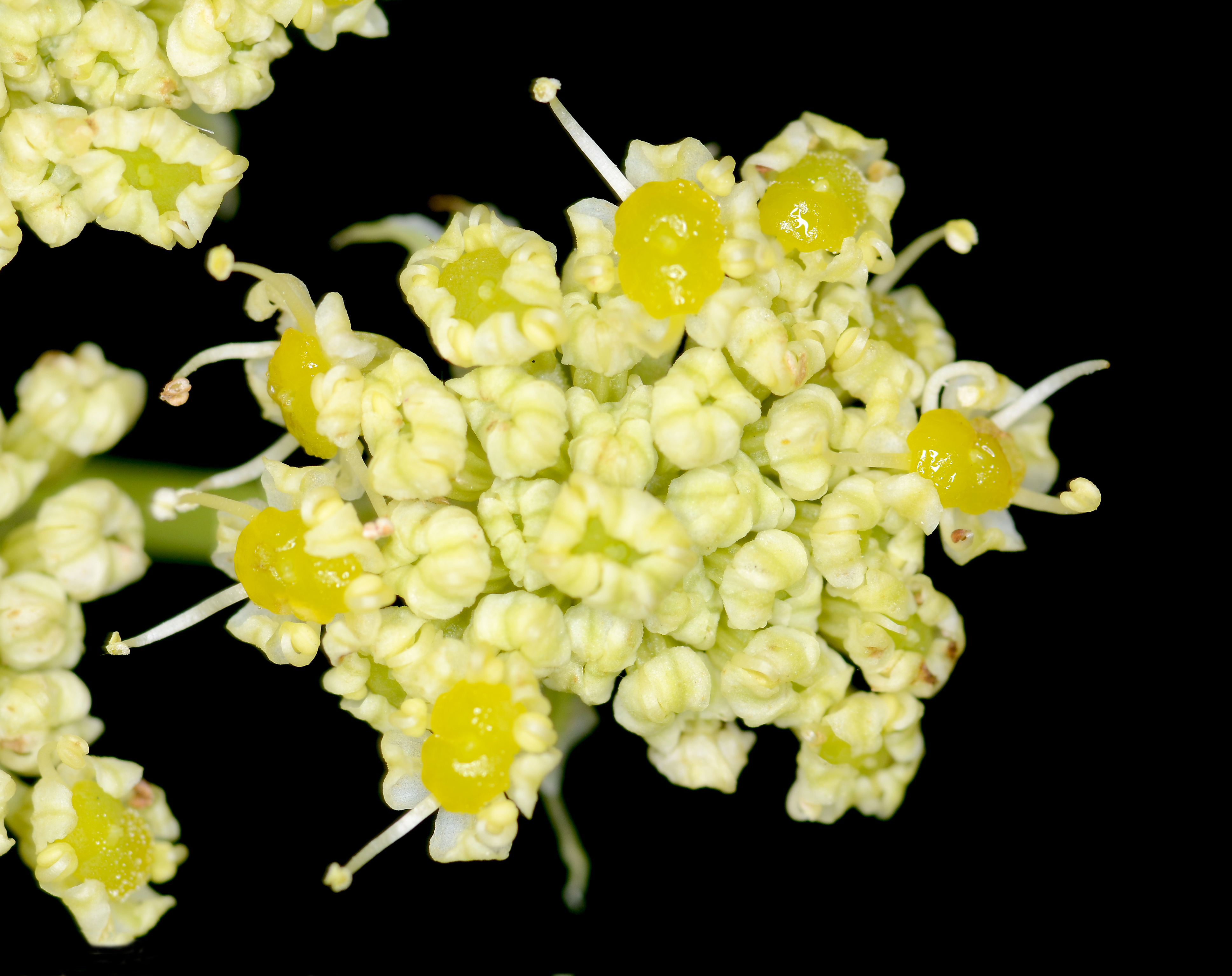
花近觀

## 外部連結
- 歐當歸 Oudanggui （页面存档备份，存于） 藥用植物圖像數據庫 (香港浸會大學中醫藥學院) （繁體中文）（英文）